# Mamłak
Mamłak – struga, prawobrzeżny dopływ Gubra o długości 14,15 km. Jej źródła znajdują się tuż przy granicy z obwodem królewieckim, powyżej wsi Lipica. Poza odcinkiem źródłowym, przepływa przez tereny otwarte, rolnicze i podmokłe, zmeliorowane łąki. Przepływa przez wsie: Lipica, Dzietrzychowo, Majmławki, Lwowiec. Tuż za Lwowcem uchodzi do Gubra, przed mostem na drodze Lwowiec-Marłuty.